# Louis Lucien Bonaparte

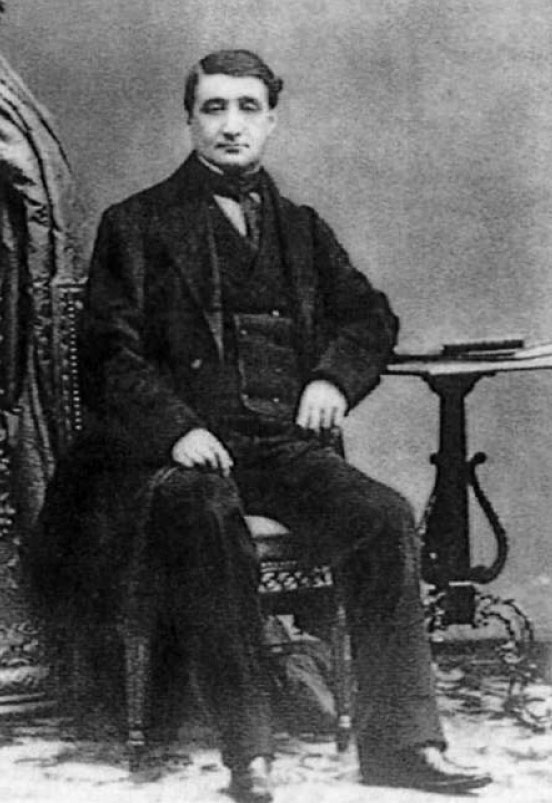
L.L. Bonaparte

Louis Lucien Bonaparte, född 4 januari 1813 och död 3 november 1891, var en framstående kännare av det baskiska språket. Louis Lucien Bonaparte var son till Napoleon I:s bror Lucien Bonaparte och Alexandrine de Bleschamp.
Han var 1849-52 medlem av lagstiftande församlingen, där han tillhörde högern, och blev 1852 senator. Efter det andra kejsardömets fall 1870 var Bonaparte mestadels bosatt i England.

## Galleri

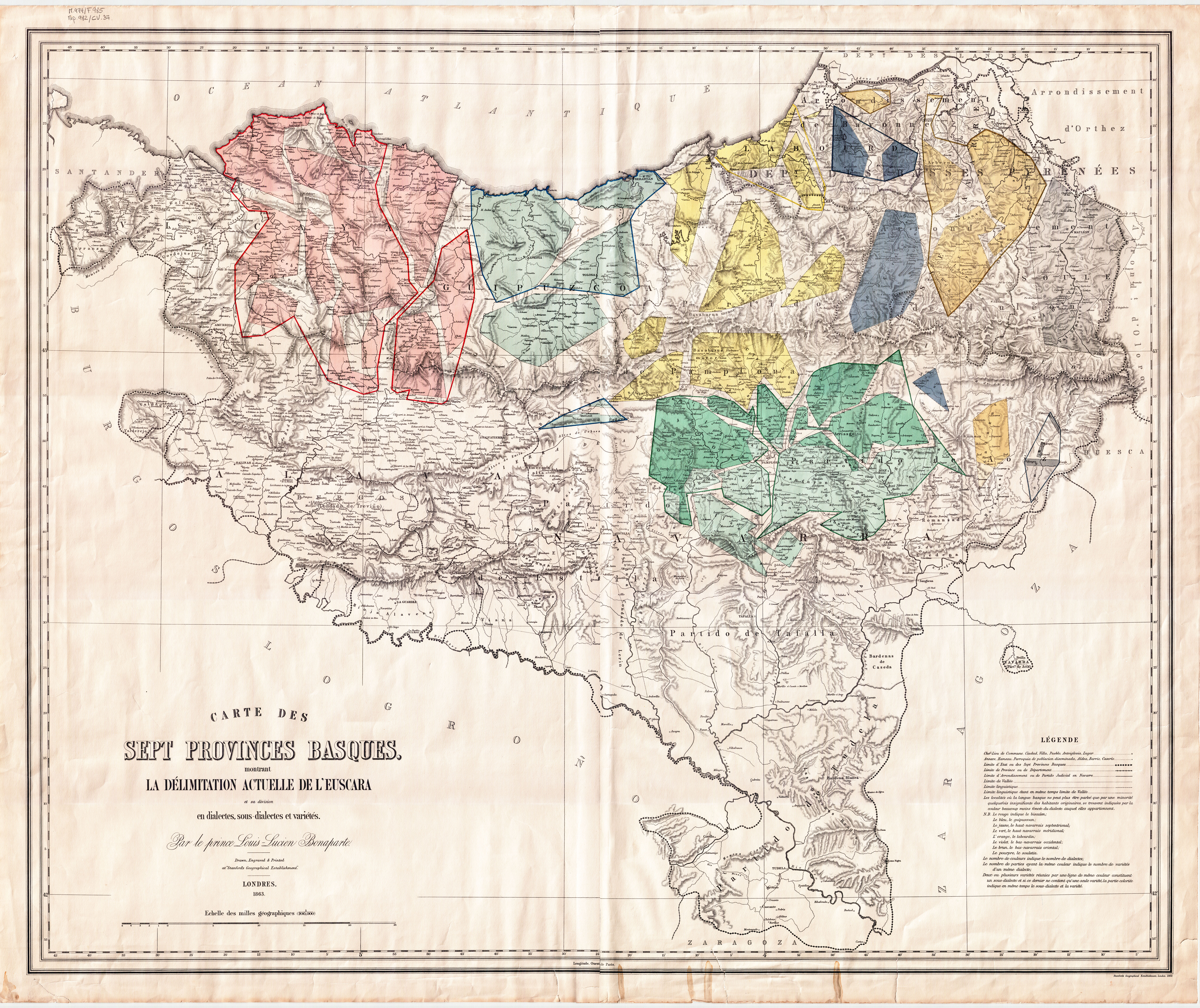
Carte des sept Provinces Basques
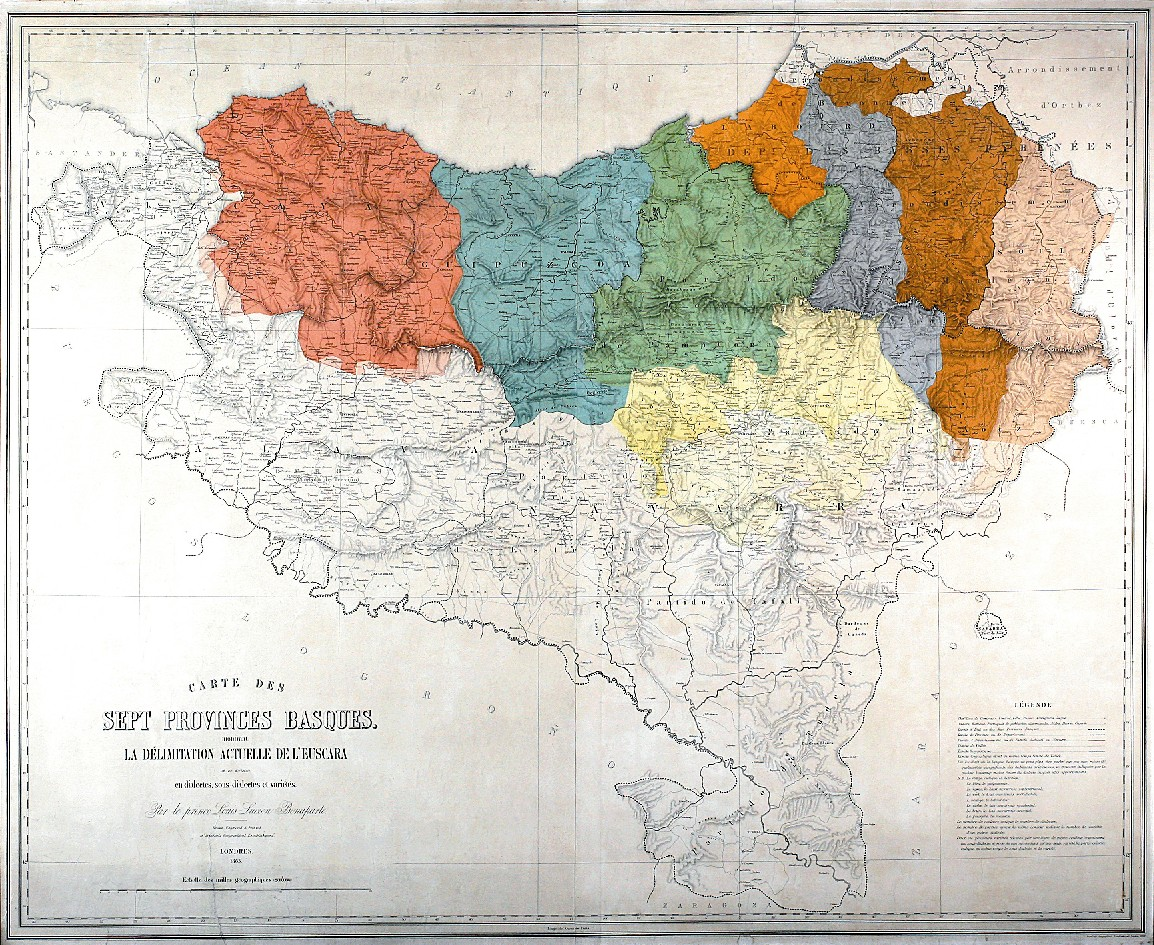
Carte des sept Provinces Basques